# Балясников, Алексей Иванович
Алексе́й Ива́нович Баля́сников (4 февраля 1920, Новиково, Тамбовская губерния — 4 марта 1986, Киев) — советский лётчик-истребитель, участник Великой Отечественной войны, командир эскадрильи 181-го гвардейского истребительного авиационного полка 15-й гвардейской истребительной авиационной дивизии 10-го истребительного авиационного корпуса 8-й воздушной армии 4-го Украинского фронта, Герой Советского Союза (23.02.1945), гвардии капитан.

## Биография
Родился 4 февраля 1920 года в селе Новиково (ныне — Староюрьевского района Тамбовской области) в крестьянской семье. Член КПСС с 1951 года. Русский. Окончил неполную среднюю школу и фабрично-заводское училище речников. Работал рулевым пассажирского теплохода Московского речного пароходства.
В 1939 году призван в ряды Красной Армии. В том же году окончил 2-ю Борисоглебскую Краснознамённую военную авиационную школу лётчиков имени В. П. Чкалова. В боях Великой Отечественной войны с июня 1941 года. Воевал в составе 255-го истребительного авиационного полка с июня по август 1941 года, 254-го истребительного авиационного полка с августа 1941 года по август 1942 года, 437-го истребительного авиационного полка с ноября 1942 года, затем с мая 1944 года в составе 181-го гвардейского истребительного авиационного полка.
К октябрю 1944 года гвардии капитан А. И. Балясников совершил 580 боевых вылетов. Провёл 145 воздушных боев, в которых сбил (по данным наградного листа) 16 самолётов противника лично и 5 в составе группы, уничтожил 8 аэростатов-корректировщиков. По данным исследований М. Ю. Быкова, количество подтвержденных побед несколько меньше — 11 личных и 2 групповых.
Указом Президиума Верховного Совета СССР от 23 февраля 1945 года за мужество и героизм, проявленные в воздушных боях с немецко-фашистскими захватчиками гвардии капитану Алексею Ивановичу Балясникову присвоено звание Героя Советского Союза с вручением ордена Ленина и медали «Золотая Звезда» (№ 7315).
К концу войны один из лучших разведчиков истребительной авиации гвардии капитан А. И. Балясников совершил 620 боевых вылетов (из них 507 — на разведку), провёл 148 воздушных боев, в которых сбил 11 самолетов противника лично и 2 в группе с товарищами. Войну закончил в Праге.
С декабря 1945 года А. И. Балясников — в запасе. Работал лётчиком в системе гидрометеослужбы в Гражданском воздушном флоте. Затем был заместителем директора Малинского лесотехнического техникума Житомирской области. Последние годы жил в Киеве. Скончался 4 марта 1986 года.

## Награды
- Медаль «Золотая Звезда» Героя Советского Союза (№ 7315)
- Орден Ленина
- Два ордена Красного Знамени
- Два ордена Отечественной войны I степени
- Медали, в том числе:
  - Медаль «За победу над Германией в Великой Отечественной войне 1941—1945 гг.»
  - Юбилейная медаль «Двадцать лет Победы в Великой Отечественной войне 1941—1945 гг.»
  - Юбилейная медаль «Тридцать лет Победы в Великой Отечественной войне 1941—1945 гг.»
  - Юбилейная медаль «Сорок лет Победы в Великой Отечественной войне 1941—1945 гг.»

## Память
- Похоронен в Киеве на Берковецком кладбище.